# Acerella montana
Acerella montana är en urinsektsart som beskrevs av Olga M. Martynova 1970. Acerella montana ingår i släktet Acerella och familjen lönntrevfotingar. Inga underarter finns listade i Catalogue of Life.